# 국립군산대학교
국립군산대학교(國立群山大學校, Kunsan National University)는 전북특별자치도 군산시에 소재하고 있는 대한민국의 국립 대학이다.
국립군산대학교는 미룡캠퍼스와 새만금캠퍼스로 구성되어 있으며 2개의 단과대학과 7개의 학부, 4개의 대학원을 두고 있고, 1개의 교육기본시설, 6개 지원시설, 18개 부속시설, 19개 연구시설, 1개 법인 및 1개의 학교기업을 갖추고 있다.

## 역사
국립군산대학교는 1947년 2월 군산사범학교로 출발하여 군산교육대학, 군산여자초급대학을 거쳐 1991년 종합대학으로 승격, 개편되었다. 교명을 군산대학교로 하고, 군산시 흥남동 캠퍼스에서 개교하였다가, 대학의 양적 팽창에 따라, 1983년 현재의 미룡동에 25만여평의 부지를 확보하고 캠퍼스를 이전했다. 1992년 군산수산전문대학이 군산대학교 해양산업대학으로 승격·통합되어 현재의 모습이 되었다. 교시는「진리탐구」 「문화창조」 「사회봉사」로, 이를 구현하는데 대학 교육의 중점을 두고 있다.

### 연혁
- 1947년 2월 22일 군산사범학교 개교
- 1948년 9월 1일 군산사범병설중학교 개교
- 1962년 2월 28일 군산사범병설중학교 폐교
- 1962년 4월 10일 군산수산초급대학 개교
- 1963년 2월 28일 군산사범학교 폐교
- 1966년 3월 1일 군산교육대학 / 군산수산고등전문학교 개교
- 1967년 2월 28일 군산수산초급대학 폐교
- 1975년 3월 1일 군산수산전문학교 개교
- 1978년 2월 28일 군산교육대학 폐교
- 1978년 3월 1일 군산여자초급대학 개교
- 1978년 3월 7일 군산대학 개교
- 1979년 2월 28일 군산수산고등전문학교 폐교
- 1979년 3월 1일 군산수산전문대학 개교
- 1979년 3월 7일 군산대학 부속도서관 개관
- 1980년 2월 28일 군산여자초급대학 폐교
- 1982년 2월 28일 군산수산전문학교 폐교
- 1983년 3월 2일 미룡캠퍼스 준공 및 이전
- 1984년 5월 1일 군산대학 부속박물관 개관
- 1990년 2월 28일 대학본부동 준공
- 1991년 2월 28일 종합대학으로 개편
- 1991년 10월 31일 군산대학과 군산수산전문대학을 통합, 군산대학교
- 1994년 2월 28일 군산수산전문대학 폐교
- 2023년 11월 16일 국립군산대학교 교명 변경

## 같이 보기
- 대한민국의 국립 대학 목록
- 대한민국의 대학 목록
- 대한민국의 교육